# Чемпіонат Південної Америки з легкої атлетики в приміщенні 2024
Чемпіонат Південної Америки з легкої атлетики в приміщенні 2024 пройшов 27-28 січня на «Estadio Municipal» в Кочабамбі.

## Призери

### Чоловіки
| Дисципліни            | Золото                                                                 | Золото         | Срібло                                                                | Срібло    | Бронза                      | Бронза  |
| --------------------- | ---------------------------------------------------------------------- | -------------- | --------------------------------------------------------------------- | --------- | --------------------------- | ------- |
| 60 метрів             | Феліпе Барді Бразилія                                                  | 6,58 CR        | Арон Ерл Перу                                                         | 6,76 NIR  | Давід Вівас Венесуела       | 6,78    |
| 400 метрів            | Еліан Ларрехіна Аргентина                                              | 46,37 CR NIR   | Лукас Вілар Бразилія                                                  | 47,33     | Келвіс Падріно Венесуела    | 47,39   |
| 800 метрів            | Хосе Антоніо Майта Венесуела                                           | 1.54,13        | Раян Лопес Венесуела                                                  | 1.54,56   | Марко Вілька Перу           | 1.55,04 |
| 1500 метрів           | Давід Нінавія Болівія                                                  | 3.56,65        | Гільєрме Курц Бразилія                                                | 4.00,38   | Тьягу Андре Бразилія        | 4.00,54 |
| 3000 метрів           | Давід Нінавія Болівія                                                  | 8.26,73 CR NIR | Данієль Тороя Болівія                                                 | 8.37,25   | Хуан Гонсалес Бразилія      | 8.45,05 |
| 60 метрів з бар'єрами | Едуарду ді Деус Бразилія                                               | 7,58 =AIR      | Мартін Саєнс Чилі                                                     | 7,66      | Браян Рохас Колумбія        | 7,74    |
| 4×400 метрів          | ВенесуелаХав'єр Гомес Хуліо Родрігес Келвіс Падріно Хоес Антоніо Майта | 3.11,41 CR     | БолівіяМатео Бустаманте Марсело Перес Ікенна Ібе-Акобі Нері Пеньялоса | 3.17,98   | не вручалась                |         |
| Стрибки у висоту      | Фернандо Феррейра Бразилія                                             | 2,21           | Тьягу Моура Бразилія                                                  | 2,15      | Карлос Лайой Аргентина      | 2,15    |
| Стрибки з жердиною    | Рікардо Монтес Венесуела                                               | 5,20           | не вручалась                                                          |           | не вручалась                |         |
| Стрибки в довжину     | Арновіс Дальмеро Колумбія                                              | 8,06           | Емільяно Ласа Уругвай                                                 | 8,00 NIR  | Лукас дус Сантус Бразилія   | 7,92    |
| Потрійний стрибок     | Леодан Торреальба Венесуела                                            | 16,24          | Гейнер Морено Колумбія                                                | 16,22 NIR | Максиміліано Діас Аргентина | 16,00   |
| Штовхання ядра        | Дарлан Романі Бразилія                                                 | 21,10          | Насарено Сасія Аргентина                                              | 19,79     | Велінгтон Мораїс Бразилія   | 19,50   |
| Семиборство           | Хосе Фернандо Сантана Бразилія                                         | 5741           | Жерсон Ісагірре Венесуела                                             | 5644      | Сантьяго Форд Чилі          | 5623    |

### Жінки
| Дисципліни            | Золото                                                         | Золото     | Срібло                                                               | Срібло   | Бронза                                      | Бронза  |
| --------------------- | -------------------------------------------------------------- | ---------- | -------------------------------------------------------------------- | -------- | ------------------------------------------- | ------- |
| 60 метрів             | Віторія Крістіна Роза Бразилія                                 | 7,32       | Лаура Мартінес Колумбія                                              | 7,40     | Анаїс Ернандес Чилі                         | 7,41    |
| 400 метрів            | Тіффані Марінью Бразилія                                       | 53,47      | Ноелія Мартінес Аргентина                                            | 55,59    | Табато ді Карвалью Бразилія                 | 56,35   |
| 800 метрів            | Марія Пія Фернандес Уругвай                                    | 2.08,20 CR | Бердіне Кастільйо Чилі                                               | 2.09,76  | Флавія ді Ліма Бразилія                     | 2.11,34 |
| 1500 метрів           | Аніта Пома Перу                                                | 4.24,72 CR | Марія Пія Фернандес Уругвай                                          | 4.27,48  | Беніта Парра Бразилія                       | 4.39,33 |
| 3000 метрів           | Беніта Парра Болівія                                           | 10.05,90   | Татьяна Яхуйра Болівія                                               | 11.02,14 | не вручалась                                |         |
| 60 метрів з бар'єрами | Кетілей Батіста Бразилія                                       | 8,09 CR    | Віторія Алвес Бразилія                                               | 8,55     | Міллі Діас Уругвай                          | 8,82    |
| 4×400 метрів          | БолівіяСесілія Гомес Таня Гуасаке Валентина Рохас Маріана Арсе | 3.52,49    | УругвайМартіна Коронато Міллі Діас Марія Пія Фернандес Софія Інгольд | 4.09,39  | не вручалась                                |         |
| Стрибки у висоту      | Валділея Мартінс Бразилія                                      | 1,85 CR    | Марія Арболеда Колумбія                                              | 1,82     | Карла Ріос БолівіяАрієллі Монтейру Бразилія | 1,70    |
| Стрибки з жердиною    | Беатріс Чагас Бразилія                                         | 4,20 CR    | Ізабель де Куадрус Бразилія                                          | 4,00     | не вручалась                                |         |
| Стрибки в довжину     | Ліссандра Кампус Бразилія                                      | 6,49       | Еліане Мартінс Бразилія                                              | 6,49     | Наталія Лінарес Колумбія                    | 6,32    |
| Потрійний стрибок     | Габрієле дус Сантус Бразилія                                   | 14,04 CR   | Валерія Кіспе Болівія                                                | 12,82    | Естрелла Лобо Колумбія                      | 12,81   |
| Штовхання ядра        | Івана Гальярдо Чилі                                            | 17,74 CR   | Наталія Дуко Чилі                                                    | 16,63    | не вручалась                                |         |
| П'ятиборство          | Раяне Прокопіу Бразилія                                        | 3624       | Тайнара Меїс Бразилія                                                | 3617     | Ана Каміла Піреллі Парагвай                 | 3410    |

## Медальний залік
| Місце               | Країна              | Золото | Срібло | Бронза | Загалом |
| ------------------- | ------------------- | ------ | ------ | ------ | ------- |
| 1                   | Бразилія            | 13     | 7      | 6      | 26      |
| 2                   | Болівія             | 4      | 4      | 3      | 11      |
| 3                   | Венесуела           | 4      | 2      | 2      | 8       |
| 4                   | Колумбія            | 1      | 3      | 3      | 7       |
| 5                   | Чилі                | 1      | 3      | 2      | 6       |
| 6                   | Уругвай             | 1      | 3      | 1      | 5       |
| 7                   | Аргентина           | 1      | 2      | 2      | 5       |
| 8                   | Перу                | 1      | 1      | 1      | 3       |
| 9                   | Парагвай            | 0      | 0      | 1      | 1       |
| Загалом (9 збірних) | Загалом (9 збірних) | 26     | 25     | 21     | 72      |